# Landing on Water
Landing on Water es el decimosexto álbum de estudio del músico canadiense Neil Young, publicado por la compañía discográfica Geffen Records en julio de 1986.
El álbum supone el retorno de Young a la música rock tras experimentar con el rockabilly, la música electrónica y el country durante los últimos años. Nuevamente, Young trabajó solo, sin la ayuda de su habitual banda, Crazy Horse, cuya última colaboración data de 1981 con el lanzamiento de Re-ac-tor. Varias de las canciones incluidas en Landing on Water proceden de sesiones de grabación con el grupo Crazy Horse en 1984, una serie de sesiones donde, según el productor David Briggs, los músicos «tocaban como monos».
Landing on Water fue publicado después de que Young llegara a un acuerdo extrajudicial con Geffen Records. Geffen demandó a Young por 3,3 millones de dólares, alegando que los discos que el músico publicó durante la década de 1980 eran musicalmente poco característicos y no comerciales. Poco después, Geffen se disculpó personalmente con Young por el juicio y por interferir en su trabajo.
Young grabó un video para el sencillo «Touch the Night»  en el que interpreta a un reportero de televisión que cubre un accidente de coche.

## Recepción
Tras su publicación, Landing on Water obtuvo críticas dispares de la prensa musical. William Ruhlmann de Allmusic comentó: «Si Landing on Water no fue un buen álbum, al menos pareció distanciarse de los escarceos estilísticos de sus últimos tres discos y volver al tipo de rock quesolía hacer. Y al menos algunos de sus seguidores volvieron como resultado, dándole un ligero repunte en sus ventas». Jim Farber, de la revista Rolling Stone, comentó: «Landing on Water no tiene el barrido de Rust Never Sleeps o Tonight's the Night, pero es definitivamente su disco más consistente de la década de 1980. Y más importante, Young ha encontrado un modo de dar a su sonido un saludable y nuevo disparo de neurosis».
A nivel comercial, Landing on Water fue uno de los trabajos menos exitosos de la carrera musical de Young, a la par que Old Ways y Life. En los Estados Unidos, alcanzó el puesto 46 en la lista Billboard 200, mientras que en el Reino Unido llegó al puesto 52 de la lista UK Albums Chart. En Canadá, alcanzó el puesto 52. Por otra parte, los sencillos «Touch the Night» y «Weight of the World» alcanzaron los puestos 8 y 33 respectivamente de la lista Mainstream Rock Tracks.

## Lista de canciones
Todas las canciones escritas y compuestas por Neil Young. 
| Cara A |                       |          |  |
| N.º    | Título                | Duración |  |
| 1.     | «Weight of the World» | 3:40     |  |
| 2.     | «Violent Side»        | 4:22     |  |
| 3.     | «Hippie Dream»        | 4:11     |  |
| 4.     | «Bad News Beat»       | 3:18     |  |
| 5.     | «Touch the Night»     | 4:30     |  |

| Cara B |                        |          |  |
| N.º    | Título                 | Duración |  |
| 1.     | «People on the Street» | 4:33     |  |
| 2.     | «Hard Luck Stories»    | 4:06     |  |
| 3.     | «I Got a Problem»      | 3:16     |  |
| 4.     | «Pressure»             | 2:46     |  |
| 5.     | «Drifter»              | 5:05     |  |

## Personal
Músicos
- Neil Young: guitarra principal, sintetizador y voz.
- Danny Kortchmar: guitarra, sintetizador y coros.
- Steve Jordan: batería, sintetizador y coros.
- San Francisco Boys Chorus: coros en «Violent Side» y «Touch the Night».

## Posición en listas
| País           | Lista                 | Posición |
| -------------- | --------------------- | -------- |
| Canadá         | Canadian Albums Chart | 40       |
| Estados Unidos | Billboard 200         | 46       |
| Reino Unido    | UK Albums Chart       | 52       |
| Países Bajos   | Mega Album Top 100    | 34       |
| Suecia         | Albums Top 60         | 15       |

| Sencillo              | Lista                  | Posición más alta |
| --------------------- | ---------------------- | ----------------- |
| «Touch the Night»     | Mainstream Rock Tracks | 8                 |
| «Weight of the World» | Mainstream Rock Tracks | 33                |